# 因弗内斯足球俱乐部

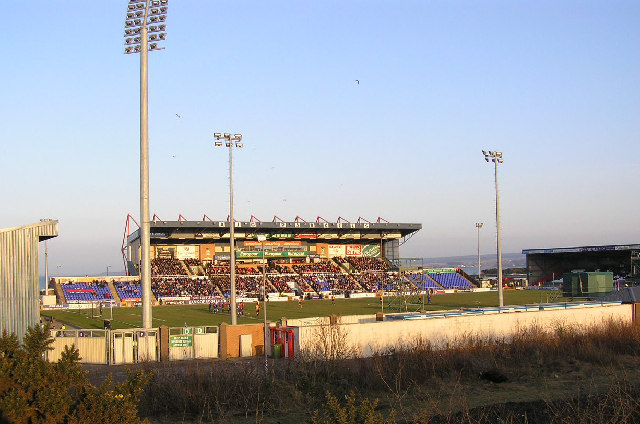
喀里多尼亞球场

恩華尼斯喀里多尼亞薊花足球會是蘇格蘭足球冠軍聯賽球队之一。於1994年由喀里多尼亞足球會及合併成立。穿著藍白紅衫藍褲，綽號卡利薊（Caley Thistle）。
在低組別作賽時恩華尼斯被譽為巨人殺手，最著名是於2000年及2003年的蘇格蘭盃分別以 3–1 及 1–0 擊敗些路迪，在淘汰賽中擊敗的蘇超球隊還有馬瑟韋爾及赫斯。

## 球會歷史
恩華尼斯於1994年由兩支高地聯賽的球隊卡莱多尼安及合併成立，初期名為喀里多尼亞薊花（Caledonian Thistle F.C.），與羅斯郡一同加入擴大到40隊的蘇格蘭足球聯賽成為丙組新成員。1996/97年奪得丙組聯賽冠軍升級乙組，在乙組只花了兩年於1998/99年便獲亞軍升上甲組。
2003/04年被視為恩華尼斯最成功的一年，2003年10月26日2-0擊敗艾迪爾聯首奪聯賽挑戰杯，在蘇格蘭杯晉身準決賽對鄧弗姆林，首場1-1平手，重賽才以2-3落敗，在聯賽最後第二場作客2-1擊敗克萊德取代其榜首位置，最後一場主場3-1擊敗聖莊士東，以1分壓倒克萊德奪得甲組聯賽冠軍及升級蘇格蘭超級聯賽的資格。
但蘇超規定球場最少可納10,000名觀眾，而恩華尼斯的喀里多尼亞球場（Caledonian Stadium）並不符合規格。董事會面對兩難的決定：留級甲組（如同上季的）或是與超過150公里外的共用球場，經諮詢球迷後，董事會決定犧牲一季在比賽以換取蘇超參賽資格。隨著超級聯賽在2004/05年修例將球場容量降到6,000人，恩華尼斯立即安排擴建卡萊多尼安球場，只用了47個工作日便建成兩座新看台，使容量達到規格要求，在2005年1月29日重回喀里多尼亞球場，首場蘇超比賽2-0擊敗鄧弗姆林。首個球季以第8位結束，其後三季雖然繼續在下游掙扎，但有驚無險成功保級。
2008/09年球季球隊一直處於降班危險區域，於2009年1月17日作客0-1負於咸美頓是其連續第七場敗仗，敬陪聯賽榜末席，球隊解僱領隊克雷格·布雷斯特，是歷來首次辭退領隊，換上經驗豐富的（Terry Butcher），成績一度有起色，在聯賽剩餘兩仗回升第10位，但最後兩場對及均告落敗，最終與同分而以兩個得失球差被迫降班蘇甲，而其獲得37分是歷來蘇超降班球隊中最高的分數。
降班後的上半季球隊表現慢熱，於新年前排於聯賽榜第5位，與榜首的相差達到12分。但球隊及時回勇，自2009年11月28日作客1-2負於後，球季餘下21場賽事保持不敗，於2010年4月21日當登地以0-1不敵拉夫流浪後，球隊在尚餘兩輪賽事封王並確定升班資格，在下場作客7-0大勝艾爾聯，是球隊歷來作客最大勝差；5月1日謝幕戰主場1-0擊敗登地後舉行冠軍頒獎典禮，慶祝球隊於降班一季後重返蘇超。
2016–17年蘇超，恩華尼斯護級失敗，降落蘇冠。

## 球會榮譽
| 榮譽                    | 次數        | 年度                   |
| 聯 賽 比 賽             | 聯 賽 比 賽 | 聯 賽 比 賽            |
| ----------------------- | ----------- | ---------------------- |
| 甲組聯賽《第二級》 冠軍 | 2           | 2003/04年、2009/10年。 |
| 丙組聯賽《第四級》 冠軍 | 1           | 1996/97年。            |
| 杯 賽 比 賽             |             |                        |
| 聯賽挑戰杯 冠軍         | 1           | 2003/04年。            |

## 著名球星
- 克雷格·布雷斯特（Craig Brewster）
- 吉姆·卡尔德（Jim Calder）
- 查利·克里斯蒂（Charlie Christie）
- 博比·曼（Bobby Mann）
- 鄧肯·希勒（Duncan Shearer）
- 达伦·多德斯（Darren Dods）
- 伊恩·斯图尔特（Iain Stewart）
- 巴里·威尔逊（Barry Wilson）

## 外部連結
- 官方網站（页面存档备份，存于）
  - 球迷網站
  - 卡萊多尼安球迷網站（页面存档备份，存于）
  - 恩華尼斯菲士圖球迷網站